# Мефедрон
Мефедрон (англ. Mephedrone, лат. Mephedronum, також Диметилметкатинон, 4-метилметкатинон, Дрон, M-Cat, Мяу-Мяу, Меф) — синтетичний лікарський препарат, який є похідним ефедрону та катинону, який розроблений на основі психостимулятора амфетаміну та алкалоїду катинона. Мефедрон синтезується з екстракту листя африканської рослини кат. Мефедрон застосовується переважно перорально, проте для нелегального застосування його можуть вводити внутрішньовенно, інгаляційно, ректально та інтраназально. Мефедрон розроблений початково як легкий рекреаційний наркотик, та застосовувався навіть як засіб для ванн, у подальшому визнаний сильнодіючим наркотичним засобом, який офіційно заборонений у більшості країн світу, зокрема в Європейському Союзі.

## Історія
Згідно даних Європейського центру моніторингу наркотиків і наркоманії, уперше про синтез мефедрону повідомив Саед де Бурнага Санчес у французькому журналі «Bulletin de la Société Chimique de France» у 1929 році, який надав новій хімічній сполуці назву «толуїл-альфа-монометиламіноетилкетон». Тривалий час інтересу до нової сполуки не спостерігалось, і лише в 2003 році на сайті для нелегальних хімічних розробок «The Hive» користувач під ніком «Kinetic» повідомив про ресинтез мефедрону. Масовий продаж мефедрону розпочався у 2007 році, переважно під виглядом засобу для ванн, і популярність його зростала до 2009 року. Проте швидкий розвиток залежності до даної хімічної речовини, а також реєстрація великої кількості смертельних випадків після його вживання, призвели до того, що вживання мефедрону визнане небезпечним для здоров'я, і за кілька років його використання заборонили в більшості країн світу. Першим заборонили використання мефедрону в Ізраїлі в 2007 році, пізніше після смерті внаслідок застосування мефедрону більш ніж 40 осіб у Великій Британії та Ірландії його заборонили в цих країнах, а в 2010 році використання мефедрону заборонене на території всього Європейського Союзу. Мефедрон також заборонений для застосування в Австралії, Новій Зеландії, Сінгапурі, Росії. В Україні мефедрон також внесений до списку заборонених речовин. Мефедрон також включений до списку заборонених для спортсменів препаратів під час змагань згідно рішення Всесвітнього антидопінгового агентства.

## Фармакологічні властивості та дія на організм
Мефедрон — синтетичний лікарський засіб та наркотичний засіб, який за хімічним складом є похідним ефедрону та катинону. Механізм дії препарату полягає в інгібуванні захоплення синапсами дофаміну і серотоніну. При прийомі мефедрону в людини швидко підвищується настрій та розвивається ейфорія. Пізніше, внаслідок збільшення концентрації дофаміну в головному мозку, в споживачів мефедрону спостерігається надмірна балакучість, емпатія та довірливість до інших людей, підвищена рухливість, сексуальне збудження, відчуття приливу сили та енергії, відсутність стомленості, підвищена самооцінка. Одночасно в споживачів мефедрону спостерігається погіршення короткострокової пам'яті, погіршується концентрація уваги, підвищується емоційність, з'являється запаморочення та марення. Пізніше до ефектів мефедрону додаються тахікардія, гіпертензія, жар, при вдиханні речовини в ніс може спостерігатися біль у носі та носова кровотеча. У споживачів мефедрону спостерігається посиніння пальців кистей та ділянки колінного суглобу, посмикування м'язів, скрегіт зубів, свербіж шкіри, дзвін у вухах. Пізніше, після завершення дії речовини на організм, у споживачів мефедрону спостерігається різко підвищена втомлюваність, значне зниження апетиту, спрага. Також при тривалому застосуванні наркотику в споживачів можуть з'являтися підвищена тривожність, безсоння, панічні атаки, психози, похудіння. Тривале застосування мефедрону також може призводити до серцевої недостатності та навіть до виникнення інфаркту міокарду. При застосуванні мефедрону з домішками інших речовин також можуть спостерігатися збудження, галюцинації, гострий маячний синдром, суїцидальні думки. Застосування мефедрону призводить до швидкого розвитку фізичної та психологічної залежності від препарату, причому реабілітація залежних від мефедрону осіб відбувається важче саме у зв'язку з швидким розвитком звикання до цього наркотику. При застосуванні мефедрону також часто спостерігається передозування препарату у зв'язку із важкістю точного дозування наркотику та швидким розвитком сильної залежності від препарату, що призводить до значного зростання ризику раптової смерті при застосуванні мефедрону.

### Фармакокінетика
Мефедрон при прийомі всередину швидко всмоктується та розподіляється в організмі, ефект препарату розпочинається вже за 15—45 хвилин після його вживання, максимальна концентрація препарату спостерігається протягом 1,2 години після прийому мефедрону. Точна біодоступність препарату не встановлена. Мефедрон добре проникає через гематоенцефалічний бар'єр. Метаболізується препарат у печінці з утворенням кількох активних метаболітів. Виводиться препарат з організму переважно з сечею у вигляді метаболітів. Період напіввиведення мефедрону складає 2,2 години, період напіввиведення метаболітів препарату складає 5—8 годин.

## Нелегальне застосування
Мефедрон застосовується як рекреаційний наркотик, особливо часто як клубний наркотик, а також особами, які потребують додаткового посилення бадьорості, розумової та фізичну працездатності, а також покращення настрою людини. За даними правоохоронних органів, мефедрон виробляється в нелегальних нарколабораторіях в Китаї, та ймовірно в Кенії. Мефедрон часто можна придбати у вигляді засобу для ванн, добрива для рослин, харчових додатків, а також легко придбати в Інтернеті. Мефедрон застосовується переважно перорально, проте для нелегального застосування його можуть вводити внутрішньовенно, інгаляційно, ректально та інтраназально. Мефедрон вважається одним із найнебезпечніших наркотиків у зв'язку з швидким розвитком звикання до цього наркотику, частими передозуваннями препарату у зв'язку із важкістю точного дозування наркотику та швидким розвитком сильної залежності, слабким знанням його фармакокінетичних та фармакодинамічних властивостей навіть лікарями-спеціалістами. Усі вищезазначені явища призводять до значного зростання ризику раптової смерті при застосуванні мефедрону.